# Schizopygopsis stoliczkai
Schizopygopsis stoliczkai är en fiskart som beskrevs av Steindachner, 1866. Schizopygopsis stoliczkai ingår i släktet Schizopygopsis och familjen karpfiskar. Inga underarter finns listade i Catalogue of Life.